# ヘラクレイトス

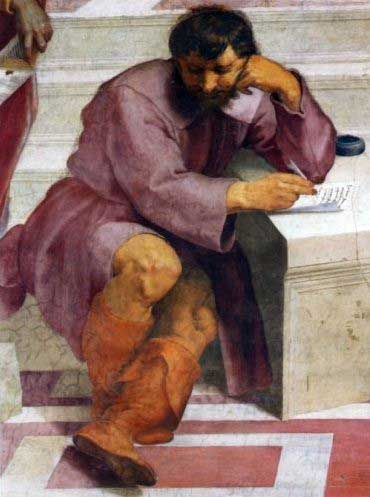
ラファエロ作『アテナイの学堂』に見るヘラクレイトス・中央の階段左付近で考え事をしている。ただ人物のモデルは、ミケランジェロといわれている。

ヘラクレイトス（希: Ἡράκλειτος, Hērakleitos、 紀元前540年頃 - 紀元前480年頃?  （ヘラクリタスとも）は、古代ギリシアの哲学者、自然哲学者。

## 生涯
エフェソスで生まれたとされている。王族の家系に生まれたという説があるが詳細は不明である。父はブロソン（ブリュソン）またはヘラコン（ヘラキス）という。ヘラクレイトスがエペソスの貴族階級に属したことはおそらく間違いがない。政治に関しては民主制を軽蔑し、貴族制の立場を取った。誇り高い性格の持ち主で、友人のヘルモドロスがエペソスの民衆により追放されたことに怒り、政治から手を引いた。ディオゲネス・ラエルティオスによれば、のちにエペソスの人は国法の制定をヘラクレイトスに委託したが、ヘラクレイトスは友人を追放したエペソスの国制を悪しきものとみて、かかわることを拒否した。そしてアルテミス神殿に退いて子供たちとサイコロ遊びに興じたため、人々が不審に思い理由を尋ねると「おまえたちと政治に携わるより、このほうがましだ」と答えたという。水腫に罹り、医者に症状を伝える際、彼は「嵐を干ばつに変えられるか」と謎かけをし、そのせいで治療を受けられなかったので、自分で治療を試みたが甲斐なく死んだと伝えられる。

## 著作
著書といわれる『自然について』は現存せず、引用によってのみ断片が伝わる。この書は『万有について』『政治について』『神学について』の三書を総合したものであるともいわれる。

## 思想
アナクシマンドロスから対立と変化、ピュタゴラスからは調和の考えを受け継いだ（ピュタゴラスに対しては、しかし、いかさま師であると述べている）。
万物は流転していると考え、自然界は絶えず変化していると考えた。しかし一方で、その背後に変化しないもの、「ロゴス」（λόγος, logos）を見ている。ヘラクレイトスはまたロゴスは「火」（πῦρ, pyr, ピュール）であるといった。変化と闘争を万物の根源とし、火をその象徴としたのである。燃焼は絶えざる変化であるが、常に一定量の油が消費され、一定の明るさを保ち、一定量の煤がたまるなど、変化と保存が同時進行する姿を示している。そしてこの火が万物のアルケーであり、水や他の物質は火から生ずると述べられる。ただし、これらの考え方におけるアルケーの概念は、「万物のアルケーは水である」としたタレスなどのそれとは異なっている。この「生成」の思想は、パルメニデスの「存在」の思想としばしば対立するものとして見られてきた。もっとも、井筒俊彦によれば、実際には同じ事柄（形而上学における根源的な部分）を異なる面から述べているにすぎないという（『井筒俊彦全集1 神秘哲学』参照）。ヘラクレイトスの言葉としては、プラトンが引用している「万物は流転する」(Τα Πάντα ῥεῖ (Ta Panta rhei). "everything flows" ）がもっともよく知られているが、実際のヘラクレイトスの著作断片にこの言葉はなく（あるいは失われ）、後世の人が作った言葉であるともいわれる。「同じ河に二度入ることはできない」などの表現にその意味合いが含まれていると思われる（疑義もある）。また、「万物は一である」とも「一から万物が生まれる」とも述べ、哲学史上初めて、「根源的な一者」と「多くの表面的なもの」との関連を打ち出した人物としても注目されている。
その著作の難解さと厭世観から「暗い哲学者」、あるいは、「泣く哲学者」と呼ばれる。また、ヘーゲルなどの思想の源流として、弁証法の始まりを担う人としても考えられている。